# Thygater rubricata
Thygater rubricata är en biart som först beskrevs av Smith 1879.  Thygater rubricata ingår i släktet Thygater och familjen långtungebin. Inga underarter finns listade i Catalogue of Life.